# ハーバード・ジム
ハーバード・スペンサー・ジム（英: Herbert Spencer Zim、1909年7月12日 - 1994年12月5日）は、アメリカ合衆国の博物学者、作家、編集者および教育者。1945年から出版されてきたゴールデンガイドシリーズの編集長を務めたことで知られている。

## 略歴
1909年、ニューヨークにてマクロ・ジムとミニー・（オルロ）・ジムとの間に産まれる。少年期はカリフォルニア州南部で過ごし、14歳のときに東部へ引っ越した。その後、コロンビア大学にて学位（生物学士、生物学修士、植物学博士）を取得した。
大学卒業後は公立学校に30年に渡って勤めており、百冊以上の科学に関する著書の執筆・編集やアメリカの公立の小学校に初めて科学実験を導入した貢献が知られている。1945年から出版を始め（その後20年編集長を務めた）、動物学、顕微鏡学、岩石、鉱物、木、野花、恐竜、航法などに関する幼児向け入門書のゴールデンガイドシリーズを創刊したことが注目されるようになった。ゴールデンガイドシリーズのほとんどの書籍を単独あるいは共著しており、ジェームズ・ゴードン・アーヴィングと友人のレイモンド・パールマンによるイラストの提供も受けたことで、明快さ、正確さ、および魅力あふれる体裁で高く評価された。1950年からはイリノイ大学アーバナ・シャンペーン校で教育者として科学を教える立場となった。
その後、ロシア出身の人類学者で（ローガン人類学博物館の多くの収蔵品の収集に貢献した）妻のソニア・ブリーカーと共にフロリダ州へ引っ越した。ゴールデンガイドシリーズも1990年代にアルツハイマー病を発症するまで執筆し続けた。1994年に妻のグレース・ショウエとアルドウィンとロジャーの二人の子供を残してプランテーションキーにて死去した。